# Charles-Louis Mion
Pour les articles homonymes, voir Mion.
Charles-Louis Mion, né le 17 décembre 1699 à Versailles et mort dans la même ville le 12 septembre 1775, est un compositeur français. Il est le fils de Léonard Mion, officier du Roy, et de Marie-Anne Alexis Ledet. Il se maria trois fois, sa dernière épouse Marie Rose Soldini lui survit.

## Biographie
Charles-Louis Mion naît le 17 décembre 1699 à Versailles.
Son nom apparaît pour la première fois dans un numéro du Mercure de France datant de 1721. En 1743, il est fait mention de Charles-Louis Mion sous le titre de « Maître de musique des enfants de France », c’est-à-dire maître de musique des enfants de la famille royale. D’après  le musicologue du XIXe siècle François-Joseph Fétis, il aurait été quelque temps au service de la marquise de Pompadour. À partir de 1747, il perçoit une pension du roi de 2 000 livres annuelle. En 1753, il est le compositeur de la princesse de Condé. Mystérieusement, son nom disparaît de la liste des pensions royales en 1765, soit dix ans avant sa mort. Ce compositeur, par ailleurs neveu de Michel-Richard de Lalande, conjugue à la fois honneurs, succès et disparition inexplicablement prématurée de la scène artistique et mérite mieux que le titre de petit maître. Charles-Louis Mion semble n’avoir écrit que de la musique vocale (c’est du moins ce qui subsiste aujourd’hui).
Il meurt le 12 septembre 1775 à Versailles,.

## Œuvres

### Motets
- Magnus Dominus : donné pour la première fois le 7 février 1728 à Paris au Concert spirituel.
- Te Deum : pour chœur et orchestre.
- Beatus vir : donné pour la première fois le 30 mars 1735.
- De profundis : pour grand chœur, donné pour la première fois en juillet 1753 par le Concert spirituel.

### Œuvres lyriques
- Nitétis

Tragédie lyrique en cinq actes et un prologue sur un livret de Lasserre d’après une tragédie d'Antoine Danchet. Donné pour la première fois le 15 février 1741 à l’Académie Royale de musique
.Lutte de pouvoir entre Nitétis, princesse d’Égypte, Agénor, ennemi caché, et Amasis, assassin du père de Nitétis et tyran voulant conforter son pouvoir en tentant de contraindre celle-ci au mariage. Elle lui résiste et finit par découvrir en Agénor un allié inattendu. Selon le Dictionnaire des Opéras de 1881, cet « opéra égyptien » dans lequel intervenaient la Tyrannie, Thémis, les prêtres d’Isis et des personnages surnaturels tels que sylphes, salamandres, ondines ou gnomes, connut « une chute complète ».
- L’Année galante

Opéra-ballet en quatre actes et un prologue sur un livret de Roy, représenté à l’opéra le 11 avril 1747, composé à l'occasion du second mariage du Dauphin.
Quatre entrées où les saisons sont représentées par des divinités et mise en scène dans quatre actes indépendants :
Printemps :	Idylle de Zéphyr et Flore.
Été :		Les fêtes de Cérès.
Automne :	Les amours de Bacchus.
Hiver :		Exil de Vénus sur Terre avec Comus, Dieu des festins.
- Julie et Ovide

Ballet héroïque sur un livret de Louis Fuzelier d’après un acte de « Amours déguisez », donné pour la première fois à Paris pour le mariage du Prince de Condé le 11 juin 1753.
Les amours, à la cour de Rome, de Julie, fille d’Auguste, et d’Ovide, prince favori à la cour de Cythère.
Selon la presse et les critiques de l’époque, ses œuvres connurent de grands succès.